# Paul Hamy
Paul Hamy (1982) è un attore, modello e artista francese.

## Biografia
Figlio di una montatrice cinematografica e di un muratore, inizia a lavorare come modello, dopo essere stato scoperto all'età di sedici anni dal fotografo Paolo Roversi. Sotto l'agenzia Elite Model appare in diversi servizi fotografici e campagne pubblicitarie per marchi come Diesel, Lacoste e L'Oréal. Ha studiato disegno e scultura e ha fondato "POK - Pain O choKolat", un collettivo fotografi, designer e cineasti.
Ha vissuto per un breve periodo negli Stati Uniti e tornato in Francia debutta come attore in Elle s'en va di Emmanuelle Bercot del 2013. L'anno successivo per la sua interpretazione in Suzanne ottiene la candidatura come migliore promessa maschile ai Premi César e Premi Lumière 2014. Ha partecipato ad un episodio della serie televisiva I Borgia, nel ruolo di Simon d'Auxerre.
Nel 2015 recita in Maryland di Alice Winocour e Mon roi - Il mio re di Maïwenn. Mentre nel 2016 è protagonista di O Ornitólogo di João Pedro Rodrigues.

## Filmografia

### Cinema
- Elle s'en va, regia di Emmanuelle Bercot (2013)
- Suzanne, regia di Katell Quillévéré (2013)
- Maryland, regia di Alice Winocour (2015)
- Mon roi - Il mio re (Mon roi), regia di Maïwenn (2015)
- Un Français, regia di Diastème (2015)
- Peur de rien, regia di Danielle Arbid (2015)
- Malgré la nuit, regia di Philippe Grandrieux (2016)
- O Ornitólogo, regia di João Pedro Rodrigues (2016)
- Le divan de Staline, regia di Fanny Ardant (2016)
- Sex Doll, regia di Sylvie Verheyde (2016)
- Occidental, regia di Neïl Beloufa (2017)
- Sibyl - Labirinti di donna (Sibyl), regia di Justine Triet (2019)
- Squatter, regia di Olivier Abbou (2019)
- L'ultimo giorno sulla Terra (Le Dernier Voyage), regia di Romain Quirot (2020)

### Televisione
- I Borgia (Borgia) – serie TV, 1 episodio (2014)

### Cortometraggi
- Mikado, regia di Nicolas Peduzzi (2014)
- Errance, regia di Peter Dourountzis (2014)
- La Séance, regia di Édouard de La Poëze (2014)
- 8 coups, regia di Virginie Schwartz (2015)

### Videoclip
- Fade Away di Vitalic (2013)

## Doppiatori italiani
- Flavio Aquilone in Mon roi - Il mio re
- Walter Rivetti in Sibyl - Labirinti di donna
- Stefano Crescentini in L'ultimo giorno sulla Terra

## Riconoscimenti
- 2014 – Premio César
  - Candidatura per la Migliore promessa maschile per Suzanne
- 2014 – Premio Lumière
  - Candidatura per la Migliore promessa maschile per Suzanne
- 2014 – Festival du film de Cabourg
  - Prix Premiers Rendez-vous per Suzanne